# قانون مكافحة الفساد الأمريكي

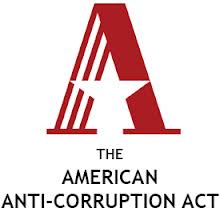

يعتبر قانون مكافحة الفساد الأمريكي -الذي يعرف اختصارًا باللغة الإنكليزية بـ "AACA"- بمثابة تشريع أنموذجي يهدف إلى الحد من تأثير المال على السياسة الأمريكية من خلال إصلاح قوانين الاسترضاء والشفافية وقوانين تمويل الحملات الانتخابية. صِيغ القانون في عام 2011 من خلال رئيس لجنة الانتخابات الفيدرالية السابق تريفور بوتر، بالتشاور مع العشرات من الخبراء الاستراتيجيين، وقادة الإصلاح الديموقراطي والوكلاء الدستوريين المنتمين لمختلف الأطياف السياسية، ويعتبر القانون مدعومًا من قبل العديد من منظّمات الإصلاح كمنظمة »مثلونا «التي تدعو إلى تعديل القوانين المحلية والفيدرالية لتصبح مشابهة لقانون مكافحة الفساد الأمريكي. وُضع القانون بهدف الحد من الممارسات الخارجة عن القانون التي يُنظر إليها على أنّها سبب رئيسيّ من أسباب الفساد السياسي. 
تغطي أحكام قانون مكافحة الفساد الأمريكي:
- وضع حد للرشوة السياسية من خلال إصلاح قوانين الضغط والأخلاقيات.
- وضع حد للأموال مجهولة المصدر من خلال زيادة الشفافية بشكل كبير.
- إعطاء كل ناخب صوتًا من خلال تمويل الانتخابات من قبل المواطنين.

يشير واضعو قانون مكافحة الفساد الأمريكي إلى استناد أحكامه إلى القوانين الحالية التي صمدت في وجه الطعون القضائية، وبالتالي فإن هذه الأحكام هي أحكام دستورية.

## المؤلفون
كُتب قانون مكافحة الفساد الأمريكي بالتشاور مع خبراء استراتيجيين سياسيين ومع قادة تيار الإصلاح الديموقراطي ومع الوكلاء الدستوريين المنتمين لمختلف الأطياف السياسية. كان من بين المؤلفين المشاركين في كتابة قانون مكافحة الفساد كل من تريفر بوتور، الممثل السابق للجنة الانتخابات الفيدرالية، والأستاذ في جامعة هارفارد والناشط لورينس ليسينغ، وثيودور روزفلت الرابع، ومدير منظمة »مثلونا «جوش سيلفر. أُزيح الستار عن هذا القانون في عام 2012. 

## القوانين المستندة على قانون مكافحة الفساد الأمريكي
يعدّ الهدف الرئيسي من وضع قانون مكافحة الفساد الأمريكي هو أن يصبح بمثابة تشريع نموذجي يحدّد قواعد خاصة بالمدينة والولاية ويحدد القوانين الفيدرالية التي تمنع المال من إفساد الحكومة الأمريكية. تدافع العديد من المنظمات –من بينها منظمة »مثلونا«- عن القوانين الحكومية والمحلية التي تعكس أحكام قانون مكافحة الفساد الأمريكي، وغالبًا ما تستعمل في ذلك طريقة مبادرات الاقتراع. يختلف قانون مكافحة الفساد الأمريكي في نهجه -المبني في الغالب على أحكام دستورية- عن النهج الذي تتبعه مجموعات الإصلاح الانتخابي الأخرى كمنظمة »موف تو آميند« التي تدعو إلى تعديل الدستور وإلغاء عدد من قرارت المحكمة العليا، كقضية »اتحاد المواطنين ضد لجنة الانتخابات الاتحادية«، و »قضية باكلي ضد فاليو«.  

### قانون تلاهاسي لمكافحة الفساد
وافق الناخبون في مدينة تالهاسي التابعة لولاية فلوريدا الأمريكية، على إجراء تعديل على ميثاق المدينة على غرار قانون مكافحة الفساد الأمريكي. تأسست في المدينة وفقًا للاستفتاء -الذي أيد فيه 67% من الناخبون مقترحاته- لجنة أخلاقيات للمدينة، وفرضت خصومات عامة على التبرعات السياسية تصل حتى 25 دولارًا، وأُمرت اللجنة بوضع قانون للأخلاقيات في غضون ستة أشهر من تمرير الاستفتاء، وتخفيض القيمة المقبولة للمساهمات السياسية لمرشحي المدن إلى 250 دولار لكل متبرع. 
أُقرت المبادرة بدعم من ائتلاف سياسي متنوع من المدافعين المحليين، بما في ذلك رئيس شبكة حزب الشاي في فلوريدا، والرئيسة السابقة لرابطة فلوريدا للناخبات ورئيس منظمة قضية فلوريدا المشتركة.

### رسوم التسجيل والتقارير الشهرية لنفقات جماعات الضغط، المقترح سي: سان فرانسيسكو
أقرّ الناخبون في سان فرانسيسكو في الثالث من نوفمبر 2015 الاقتراح سي بموافقة 74.83 منهم. يفرض المقترح الذي وضعته لجنة الأخلاقيات في سان فرانسيسكو على جماعات الضغط التسجيل في لجنة الأخلاقيات ودفع رسوم تسجيل قدرها 500 دولار، وتقديم تقارير شهرية تكشف فيها عن مصادر البيانات المالية لأنشطة الضغط التي تقوم بها. كما يوسع المقترح من معنى مصطلح »عضو جماعة ضغط« ليشمل الأشخاص الذين ينفقون ما يزيد عن 2500 دولار في الشهر في سبيل التأثير على تشريعات المدينة أو على الإجراءات الإدارية فيها، يمنع المقترح -بالإضافة لما سبق- جماعات الضغط من تقديم هدايا لموظفي المدينة كلفتها تزيد عن 25 دولارًا.